# Музей волынской иконы

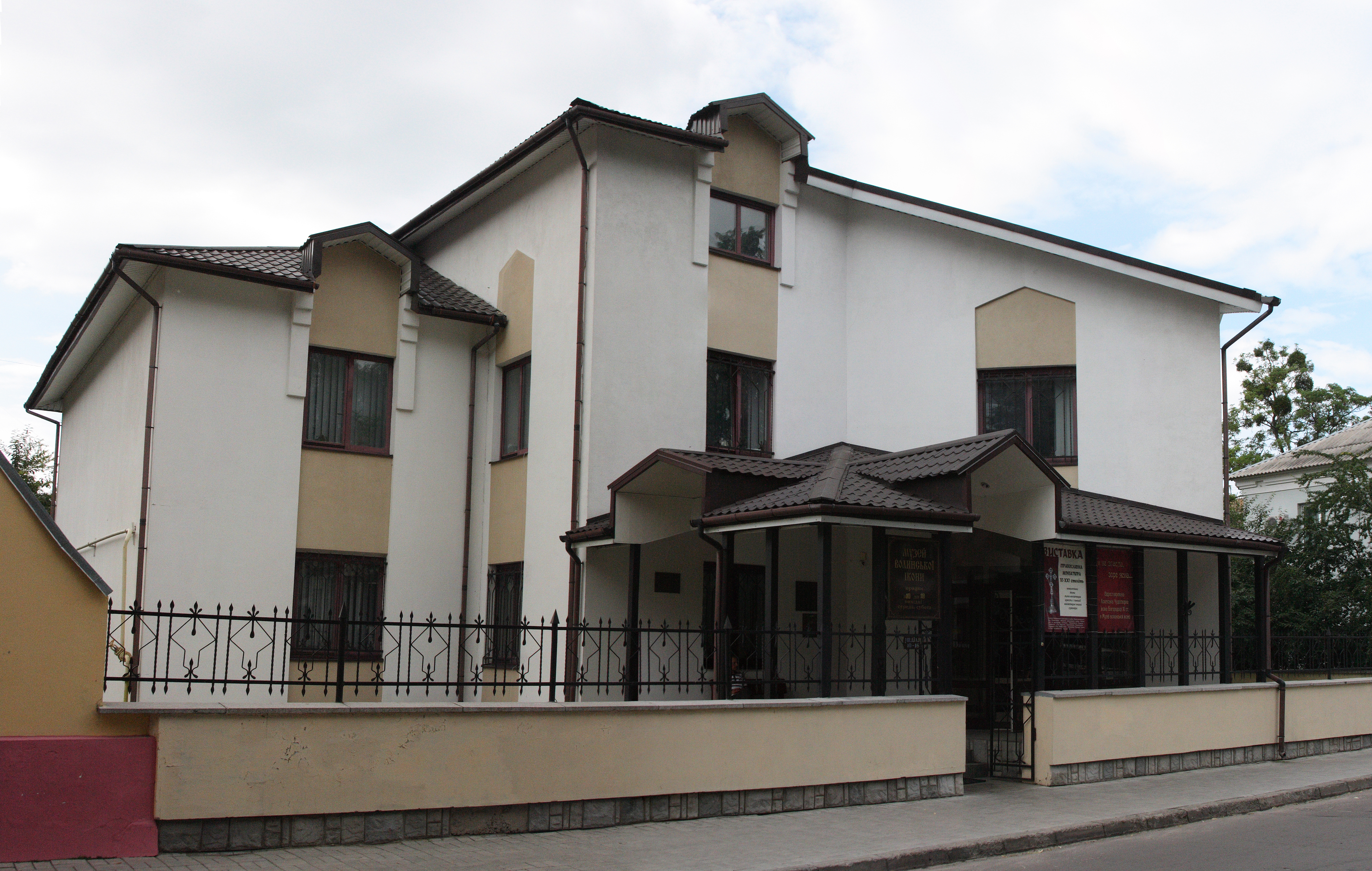
Здание Музея волынской иконы

Музей волынской иконы — отделение Волынского краеведческого музея.
Открыт в Луцке (Волынская область, Украина) в августе 1993 года. Музей представляют самобытную региональную школу волынской иконописи. Собрание музея насчитывает более 1,5 тысяч памятников сакрального искусства, среди них более 600 икон XVI—XIX веков, предметы металлопластики (оклады икон, церковная утварь, иконы), декоративной резьбы (царские врата, киоты икон) и скульптуры. Отдельную группу составляют иконы конца XVIII — начала XX веков, изъятые на волынских таможнях при попытке незаконного вывоза за границу.

## История
Музей первоначально располагался на двух этажах здания на пр. Победы 4, арендованного у Службы безопасности Украины, позже, после постройки собственного специализированного здания — на ул. Ярощука, 5.
Открытию музея Волынской иконы предшествовали научные экспедиции под руководством искусствоведа Павла Жолтовского в 1976—1977 и 1981—1985 годах, которые проводил Волынский краеведческий музей с целью выявления, учёта и сбора ценных исторических и художественных памятников. Собранный и отреставрированный материал показывался на выставках, организованных Волынским краеведческим музеем в 1989, 1991 и 1992 годах. Реставрация проводилась в Украинском научно-исследовательском реставрационном центре, его Львовском филиале, Киевском художественном институте. Научным консультантом был кандидат исторических наук, доцент Львовского университета им. Ивана Франко Владимир Александрович.
17 июня 2001 года к десятилетию провозглашения независимости Украины открыта экспозиция музея в новом помещении на ул. Ярощука, 5. В музее действует автономная регулируемая система отопления, вентиляционные системы и кондиционеры. Фондохранилища с соответствующим оборудованием для различных категорий памятников рассчитаны на пополнение коллекций иконописи, декоративной резьбы и скульптуры. В музее есть реставрационная мастерская, оборудованная современным оборудованием.

## Шедевры волынской иконописи
Среди шедевров волынской иконописи представленных в музее — иконы «Спас в славе» XVI века, «Юрий Змееборец с житием» 1630 года, «Спас Вседержитель» первой половины XVII века, работы Иова Кондзелевича «Спас Вседержитель» XVII века, «Пророки», «Святой Георгий» начала XVIII века. В музее экспонируются оригинальные образцы декоративной резьбы и скульптуры Волыни XVII—XVIII веков: царские врата, кресты-распятия, фигурки ангелов и святых.

## Холмская икона Божией Матери

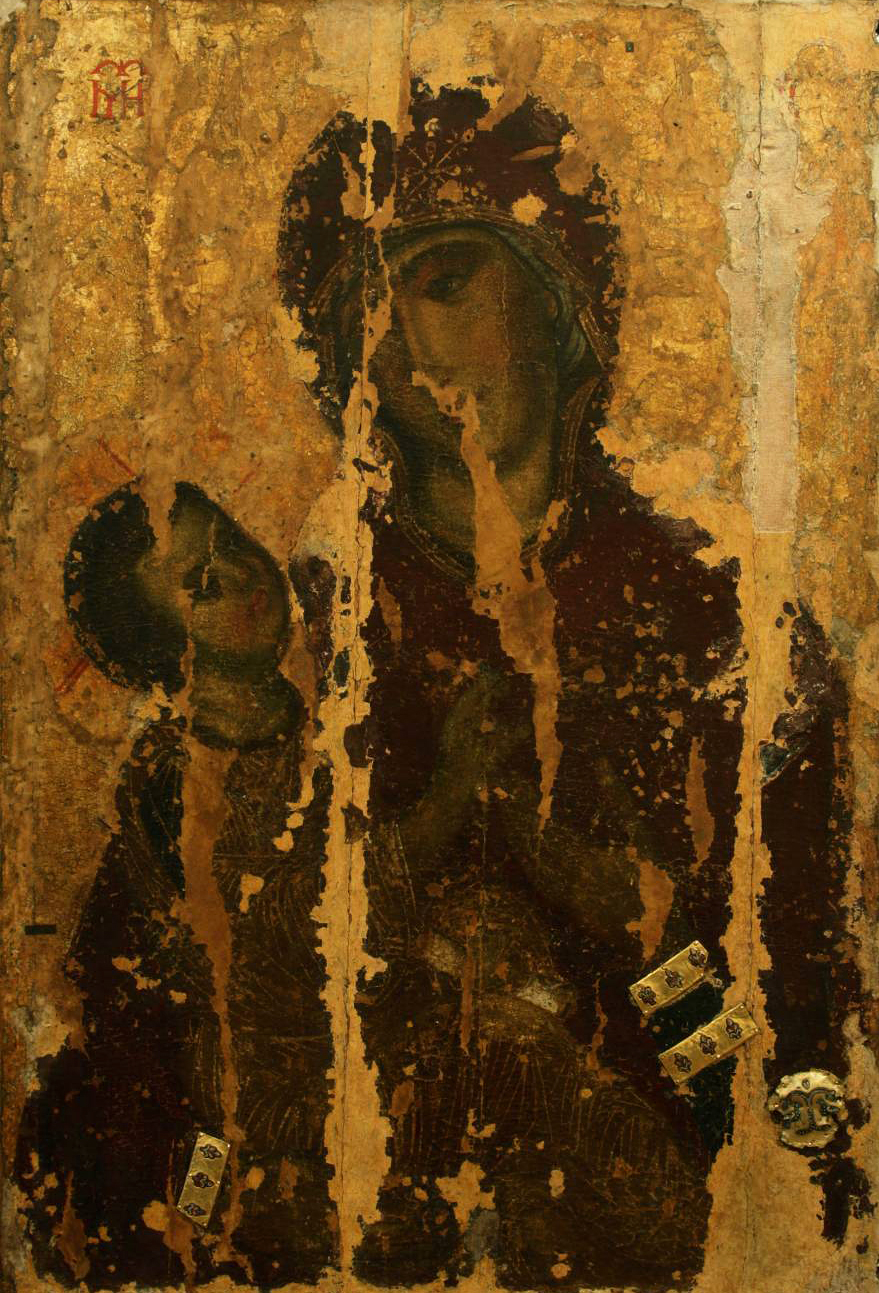
Холмская икона Божией Матери — одна из древнейших православных икон, написана на рубеже XI—XII веков

В сентябре 2000 года музею был передан уникальный памятник византийского искусства XI века Холмская икона Божией Матери (Холмська ікона Богородиці Одигітрії). Согласно договору о передаче, музей взял на себя обязательства сохранения, научного исследования и реставрации памятника. Для иконы обустроен отдельный зал, где созданы все условия для доступа и поклонения святыне.
С 1994 года Волынский краеведческий музей на базе Музея волынской иконы проводит ежегодные международные научные конференции, издаёт сборники материалов конференций.
В 1997 году по благословению руководителей волынских епархий Украинской Православной Церкви и Украинской Православной Церкви Киевского Патриархата музей возобновил экспедиции по обследованию культовых сооружений Волыни с целью проверки наличия учтённых памятников, состояния их сохранности, выявления и учёта новых. Экспедиции стали важнейшим источником пополнения коллекции музея.
Музей оказывает помощь церковным общинам в реставрации памятников иконописи.
Музей в разное время посещали президенты Украины Леонид Кравчук, Леонид Кучма, Виктор Ющенко, президент Литвы Валдас Адамкус, митрополит Киевский и всея Украины Владимир (Сабодан), патриарх Киевский и всея Руси-Украины Филарет (Денисенко).
|                                                                 |  |                                                                                       |  |                                                                                      |
| «Спас в славе», середина XVI века, дерево, левкас, село Проминь |  | «Юрий Змееборец с житием», Волынский иконописец 1630 года, дерево, левкас, село Боблы |  | «Спас Вседержитель», Иов Кондзелевич, конец XVII века, дерево, левкас, село Городище |